# Szydłów
Szydłów – miasto w południowej Polsce, położone w województwie świętokrzyskim, w powiecie staszowskim, siedziba gminy Szydłów.
Miasto królewskie w powiecie wiślickim województwa sandomierskiego w drugiej połowie XVI wieku. Prawa miejskie w latach 1329–1869 oraz ponownie od 1 stycznia 2019.

## Położenie
Szydłów położony jest na Pogórzu Szydłowskim stanowiącym formę przejściową pomiędzy Górami Świętokrzyskimi a nizinną Niecką Połaniecką. Tereny miejscowości wchodzą w skład Chmielnicko-Szydłowskiego Obszaru Chronionego Krajobrazu. Miasto położone jest ok. 40 km na południowy wschód od Kielc oraz ok. 12 km na zachód od Staszowa. Miejscowość znajduje się w obszarze zlewni rzeki Wschodniej, dopływu Czarnej Staszowskiej.
Pod względem historycznym Szydłów leży w Małopolsce, w dawnej ziemi sandomierskiej.
Ze względu na powszechne w okolicach Szydłowa sady śliwkowe (około 1000) miejscowość bywa nazywana śliwkową stolicą Polski. Co roku w Szydłowie odbywa się Święto Śliwki, czyli Dni Szydłowa, podczas których prezentowane są owoce z miejscowych sadów.
Przez miasto przebiegają drogi wojewódzkie: nr 765 z Osieka do Chmielnika oraz nr 756 ze Starachowic do Stopnicy. Miejscowość jest punktem początkowym  żółtego szlaku turystycznego prowadzącego do Widełek. Szydłów znajduje się na odnowionej trasie Małopolskiej Drogi św. Jakuba z Sandomierza do Tyńca, która to jest odzwierciedleniem dawnej średniowiecznej drogi do Santiago de Compostela.
W Szydłowie znajduje się jednostka Ochotniczej Straży Pożarnej. Funkcjonuje publiczny zakład opieki zdrowotnej, Szkoła Podstawowa im. Jana Kaczorowskiego oraz Gminny Klub Sportowy. 
Obecna gmina Szydłów należy do powiatu staszowskiego i zajmuje wysunięte, zachodnio-północne rubieże. Tylko od wschodu graniczy z inną gminą powiatu staszowskiego. Pod względem geologicznym gmina znajduje się na styku dwóch stref kieleckiej i strefy miechowsko-rzeszowskiej. Północna część gminy zajmuje morskie osady miocenu zalegających na strukturach paleozoicznych, zaś część południowa znajduje się na w zapadlisku wypełnionym mioceńskimi gipsami, iłami i piaskami, najwyżej położony punkt ma 326 m n.p.m. i znajduje się na zachód od Brzezin, na terenie Szydłowa znajdują się także sześć jaskiń, najbardziej znaną jest Grota Szydłów I i Grota Szydłów II. Najdłuższą rzeką przepływającą przez Szydłów jest rzeka Ciekąca, która ma źródło na północ od stolicy gminy i uchodzi do rzeki Wschodniej. Gmina nie posiada zasobnych źródeł wód podziemnych, głębokość ich zwierciadła wynosi około 1 m w dolinach cieków wodnych do około 30 m w Osówce.

## Historia

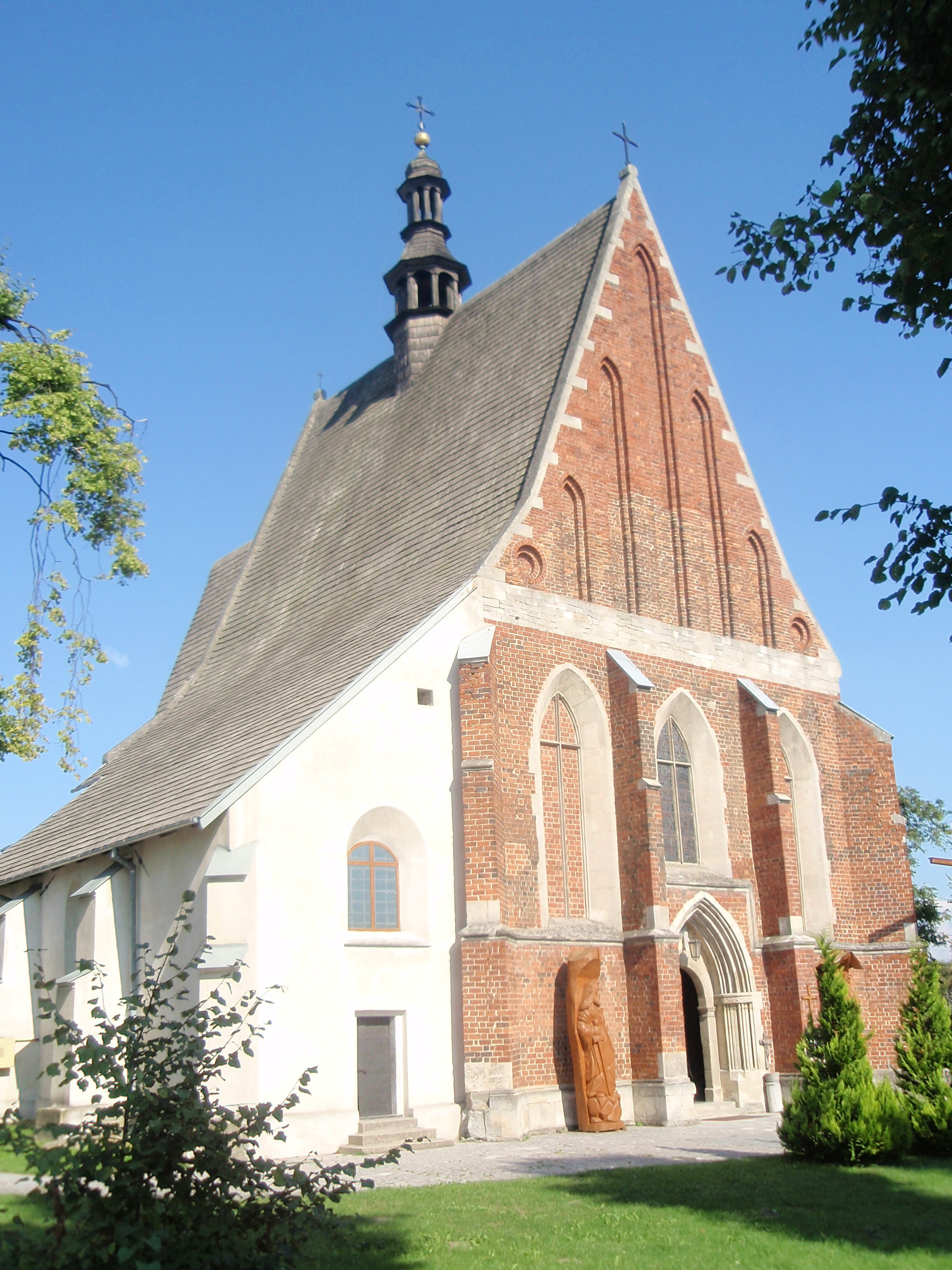
Kościół św. Władysława

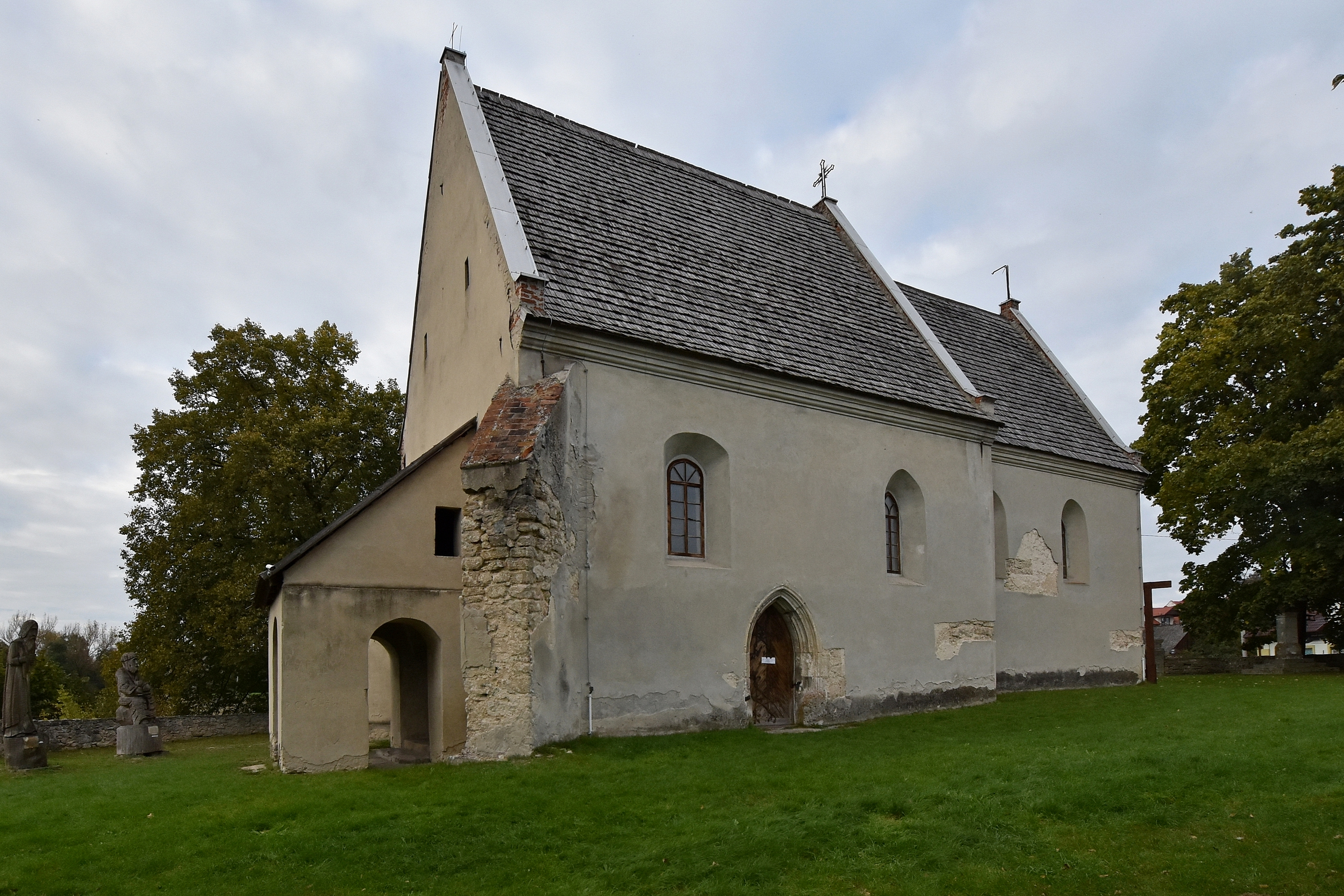
Kościół Wszystkich Świętych

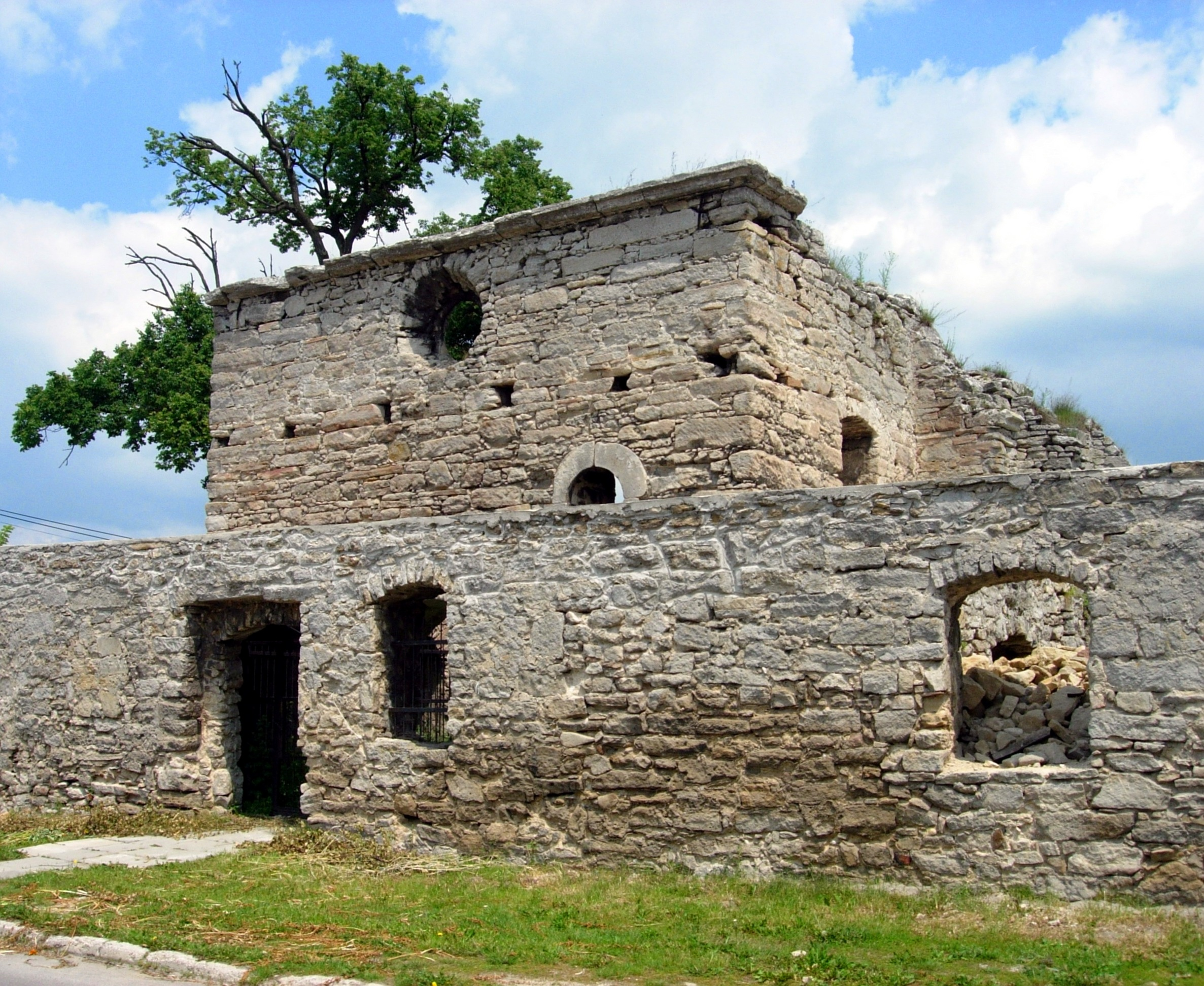
Ruiny kościoła Świętego Ducha

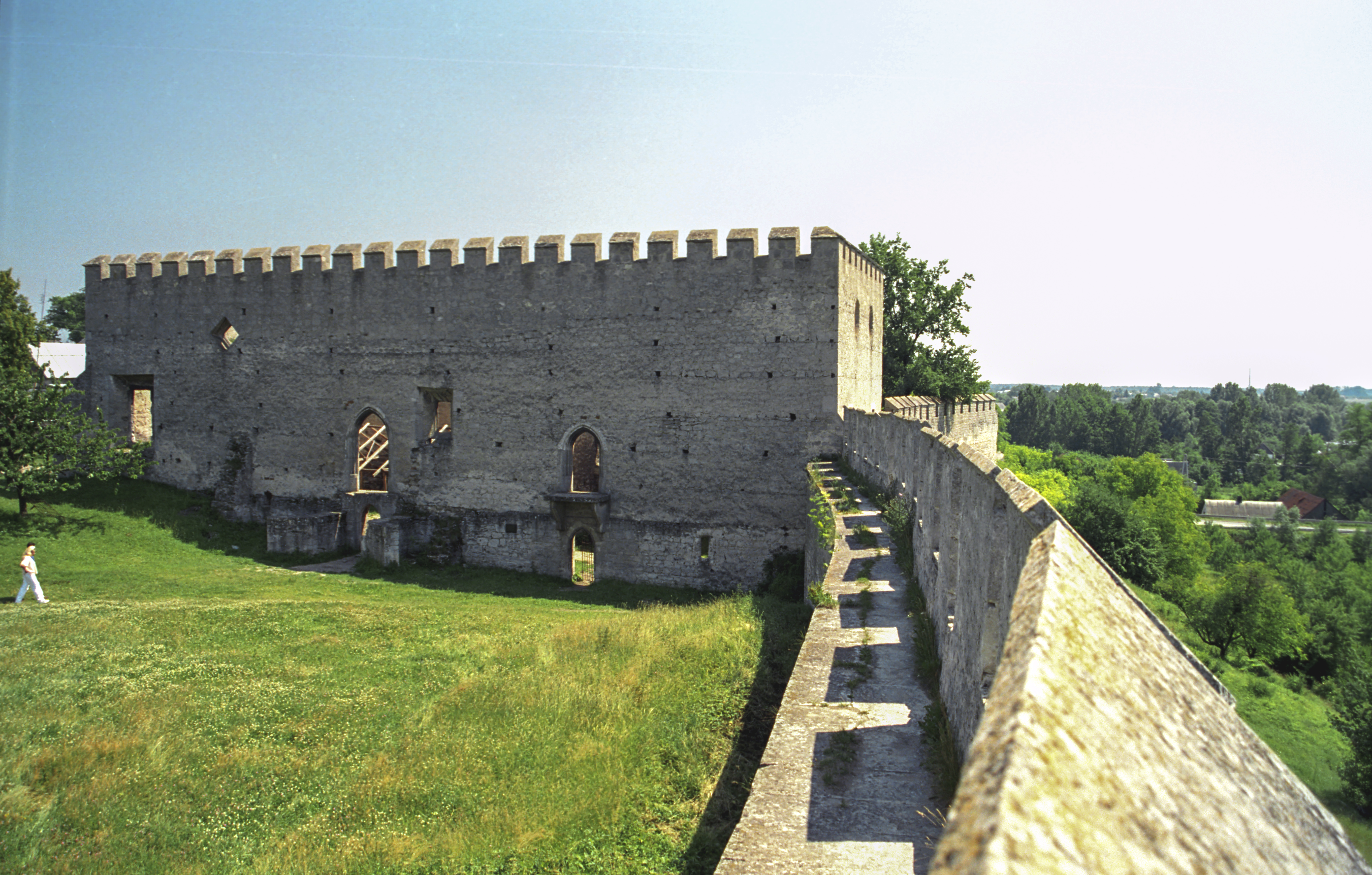
Dziedziniec zamku

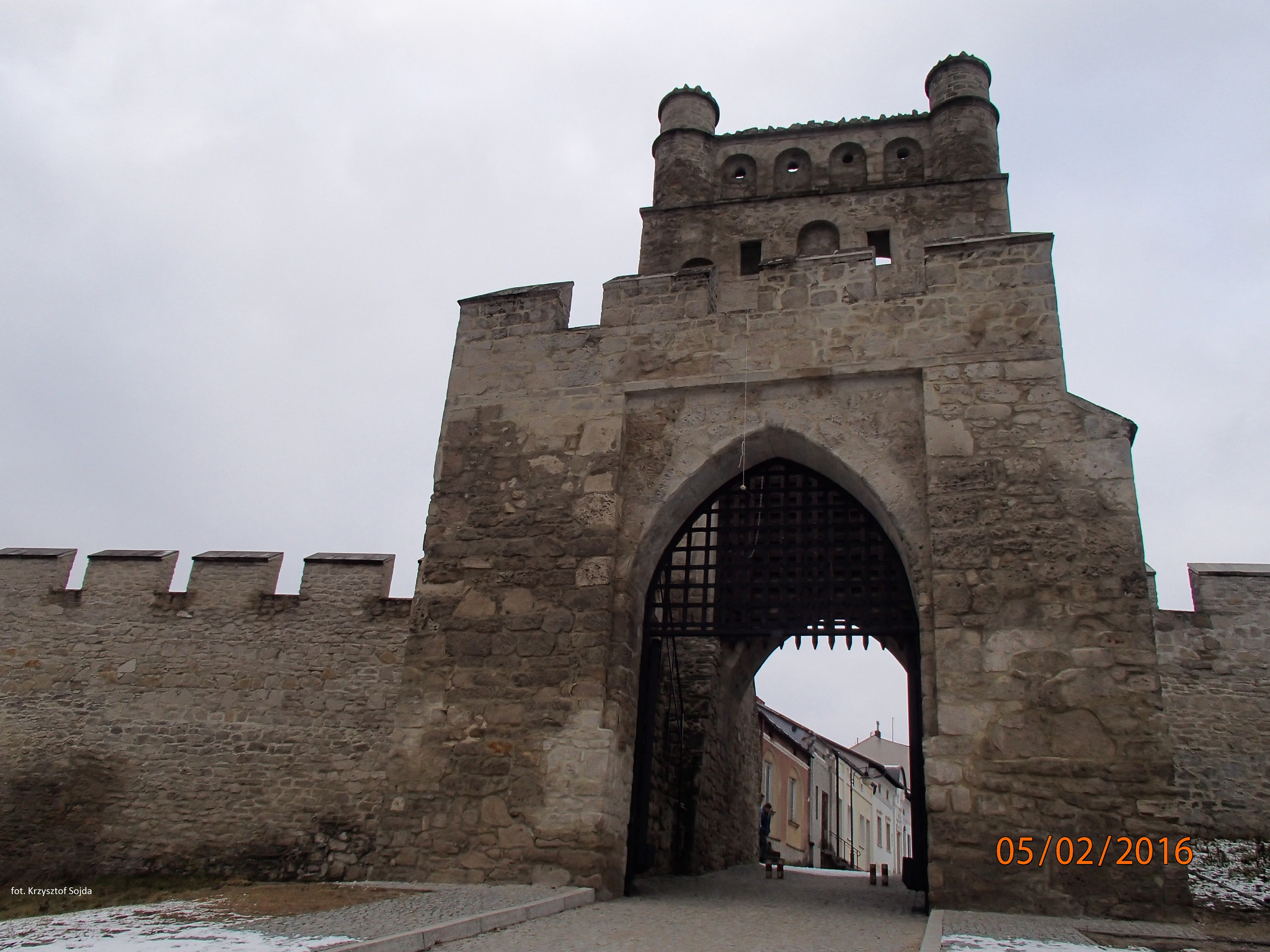
Brama Krakowska w Szydłowie

Pierwsza wzmianka o Szydłowie pochodzi z 1191. Osada wymieniana jest w akcie uposażenia kolegiaty sandomierskiej, której mieszkańcy Szydłowa oddawali dziesięcinę. Wieś była własnością królewską (królewszczyzna). Osada znajdowała się na odgałęzieniu nadwiślańskiego szlaku handlowego, które prowadziło ze Staszowa w stronę Chęcin, Małogoszcza oraz Przedborza. Szlak ten nabrał znaczenia w XIV wieku po zjednoczeniu Polski po rozbiciu dzielnicowym. 1 lipca 1329 r. król Władysław I Łokietek nadał Szydłowowi prawa miejskie – średzkie. 
Około 1355 roku  król Kazimierz Wielki wzniósł tutaj murowany kościół pw. Świętego Władysława w miejsce już drewnianego jako zadośćuczynienie za wydanie wyroku śmierci na ks. Baryczce, zbudował on także warowny zamek i otoczył miasto murem z bramami i basztami. W murze znajdowały trzy bramy: Krakowska, Opatowska i Wodna. Parafię szydłowską utworzono w XIII wieku. Zamek zajmuje powierzchnie 8500 m kwadratowych, znajduje się w zachodniej części starego miasta; obiekt składa się z budynku mieszkalnego (tzw. „sali rycerskiej”, powstałego w 2 połowie XIV wieku), baszty obronnej (tzw. Skarbczyka – dwukondygnacyjnego podpiwniczonego budynku wolnostojącego w północno-zachodnim narożu muru; jest to najwyższy punkt zamku) oraz budynku bramnego i domu mieszkalnego (jest to niewielki budynek wolnostojący miejscu dawnej bramy zamykającej dostępu do zamku). Wzmianki o płaceniu przez parafie szydłowiecką świętopietrza pochodzą z 1325 roku. Proboszcz parafii szydłowskiej pobierał w XV wieku dziesięcinę ze starostwa szydłowieckiego oraz wsi Gacki I Koniemłoty, jednak już pod koniec wieku XVI majątek jego powiększył się o wsie Wolica, Brzeziny i Życiny.
W XV w. w Szydłowie zbierał się sąd ziemski dla okolicznej szlachty. W 1403 Świdrygiełło otrzymał Szydłów od brata – króla Jagiełły. Od XV do XVIII wieku Szydłów był siedzibą starostwa niegrodowego. Był ważnym ośrodkiem rzemieślniczym. Pierwsze cechy rzemieślnicze powstały tu prawdopodobnie na początku XV w. W Szydłowie rozwijało się między innymi kowalstwo, siodlarstwo, bednarstwo i kotlarstwo. W mieście znajdowała się duża gmina żydowska. W XVI wieku przez Szydłów przebiegał mniejszy szlak handlowy – z Szydłowa przez Chmielnik, Jędrzejów, Lelów, Częstochowę do Wielunia, skąd prowadził główny trakt do Radomia. Szydłów leżał także na szlaku przegonu bydła wołyńskiego na Śląsk. Korzystne położenie na szlaku handlowym przyczyniło się bardzo do rozwoju miasta i sprawiało, że w Szydłowie rozwijał się handel. Miasto czerpało dochody z tranzytu wina, chmielu oraz stad bydła. Kupcy szydłowscy ze swoimi towarami jeździli do Sandomierza. W 1488 doszło w Sandomierzu do konfliktu o plac targowy, który przez króla Kazimierza IV Jagiellończyka został rozstrzygnięty na korzyść kupców szydłowskich. Od tego czasu musieli oni płacić wyłącznie za zajmowanie miejsca na rynku, byli natomiast zwolnieni z opłat za plac poza miastem.
W XVI wieku miasto słynęło z produkcji sukna. Działały tu cechy krawców, piekarzy, szewców, prasołów i garncarzy, a także zbiorowy cech grupujący kowali, ślusarzy, siodlarzy, bednarzy, kotlarzy, mieczników, czapników oraz wędzidlarzy. Istnienie tego cechu potwierdził w 1523 król Zygmunt I Stary. W 1528 w Szydłowie wybudowano wodociągi oraz miejskie łaźnie. co świadczy o ich zamożności. Budowa wodociągu wymusiła także budowę „rarmusa” – budynku, który miał za zadanie podniesienie wody z rzeki Ciekącej – wyposażony był w czerpakowe koło wodne i dodatkowy zbiornik. Budowa wodociągu doprowadziła do pobierania opłat za jego użytkowanie, jak i wzbogacenie się miasta. W 1564 znajdowało się tu 180 domów. 49 z nich ulokowanych było przy rynku, 75 przy ulicach, a pozostałe 56 na przedmieściach. W mieście było 110 warsztatów rzemieślniczych oraz 7 przekupni. W Szydłowie funkcjonował browar. Uposażenie miasta wynosiło 42 łany. Dochody z produkcji i wyszynku trunków były przeznaczane na konserwację murów miejskich oraz miejskie bruki. W 1565 znaczna część Szydłowa została zniszczona przez pożar. W okresie tym w Szydłowie osiedlało się wielu Żydów. W latach 1534–1564 wybudowali oni murowaną bożnicę. W 1588 kupcy żydowscy zostali zrównani w prawach z kupcami chrześcijańskimi. W XVI w. działali tu bracia polscy.
W pierwszej połowie XVII wieku rozpoczął się stopniowy upadek miasta. W 1615 roku przeprowadzono lustracje starostwa szydłowskiego – wynikło z nich, że w mieście było 241 zabudowań, z czego 52 to domy w rynku, 76 domy na ulicach, 39 na ,,Błoniu’’ i ,,Pastwisku’’, 69 na Przedmieściu św. Leonarda, 2 na „Bugaju” i 3 domy należące do kościoła. W 1630 Szydłów został spalony przez oddział zbuntowanych wojsk najemnych. Nieopłacone wojsko nie mogąc dostać się w obręb murów, podpaliło przedmieścia, od których zajęła się także część miasta. Ogromne zniszczenia przyniósł potop szwedzki oraz najazd Rakoczego. W 1655 miasto i zamek zostały zniszczone. Z 1300 mieszkańców Szydłowa ocalało zaledwie ok. 350. Liczba domów zmniejszyła się do 54 w 1663. Po tej klęsce miastu nie udało się już podźwignąć. W czasie III wojny północnej w Szydłowie wybuchła zaraza, która zdziesiątkowała miejscową ludność.
W drugiej połowie XVIII w. ziemia mieszczan szydłowskich została zagarnięta przez starostę Macieja Sołtyka. Próbował on także zlikwidować samorząd miejski. W 1777 doszło do zbrojnego starcia, w którym uczestniczyło 300 mieszczan z Szydłowa i Pierzchnicy oraz okolicznych chłopów. Zbrojnym udało się odebrać zagrabione mienie i dochody. Starostę poparł w sporze Stanisław August Poniatowski, król ograniczył się jednak do upomnienia i przestrogi dla mieszczan.
W 1789 miasto miało murowany ratusz, 5 młynów na rzece Ciekącej oraz 196 domów. Wiele z nich było jednak opuszczonych, a miejscowy zamek zrujnowany. W 1827 Szydłów miał 202 domy i 1556 mieszkańców.
W 1793 w mieście pomimo utraty jego znaczenia, powstał sąd ziemski. Po III rozbiorze Szydłów znalazł się w zaborze austriackim – wchodził on w skład Nowej Galicji, od 1803 nazywanej już tylko Galicją. W 1809 roku miasto znalazło się w granicach Księstwa Warszawskiego, które podzielono na cztery departamenty oraz wchodzące w ich skład powiaty, na skutek czego powstał powiat szydłowski, który należał do departamentu krakowskiego. Po utworzeniu na kongresie wiedeńskim w 1815 roku Królestwa Polskiego Szydłów znalazł się w granicach województwa krakowskiego i jednocześnie w granicach obwodu stopnickiego i powiatu szydłowskiego. W tym samym roku wybudowano sąd pokoju. W Szydłowie znaczną część mieszkańców – około 35% – stanowili żydzi; największy przyrost ich populacji nastąpił w latach 1820–1827, kiedy ich populacja wzrosła z 28% do 48%. W roku 1813 powstała pierwsza w Szydłowie szkółka elementarna, była ona koedukacyjna, zajęcia były prowadzone w języku polskim, jednak w późniejszych latach język rosyjski odgrywał ważniejszą rolę. W 1850 powiat szydłowski zlikwidowano i włączono w granice powiatu stopnickiego. W 1869 Szydłów utracił prawa miejskie. W 1909 roku do Szydłowa przybył krakowski architekt Adolf Szyszko-Bohusz; prowadził on prace inwentaryzacyjne i dokumentacyjne w synagodze. Pierwsze prace renowacyjne podjęto w latach dwudziestych pod nadzorem urzędu konserwatorskiego, pracownicy i studenci Zakładu Architektury Polskiej Politechniki Warszawskiej pod kierownictwem Oskara Sosnowskiego. Ważną role w konserwacji zabytków w Szydłowie miał Jan Kaczorowski, który był kierownikiem szkoły powszechnej – organizował on zbiórki funduszy i to z jego inicjatywy przystąpiono do umacniania muru obronnego.
W 1929 miejscowość liczyła 2246 mieszkańców, z czego ok. 30% stanowili Żydzi. Podczas II wojny światowej Niemcy utworzyli tutaj getto, w którym przetrzymywanych było około tysiąca osób, zgładzonych później w obozach zagłady. 22 lipca 1944 Szydłów został zajęty przez oddział Armii Ludowej pod dowództwem Stanisława Dorosiewicza. Rozbrojono posterunek policji i zajęto magazyny niemieckie.
Szydłów został w znacznym stopniu zniszczony na skutek działań wojennych 1944–1945. W latach powojennych został odbudowany. W 1960 Szydłów liczył 1402 mieszkańców. W 1961 otwarto Muzeum Regionalne. W latach 1975–1998 miejscowość administracyjnie należała do województwa kieleckiego.

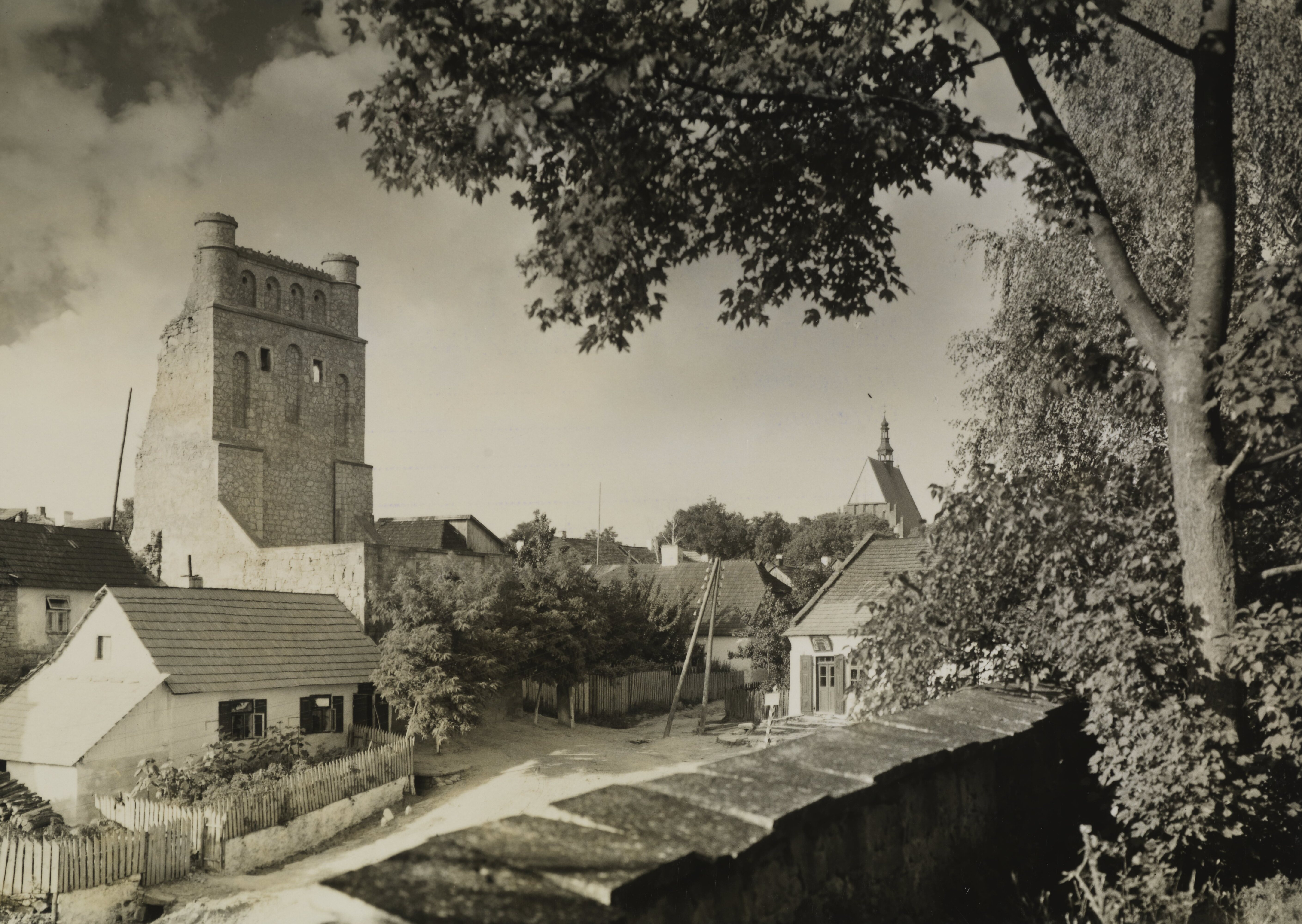
Widok ogólny, około 1936
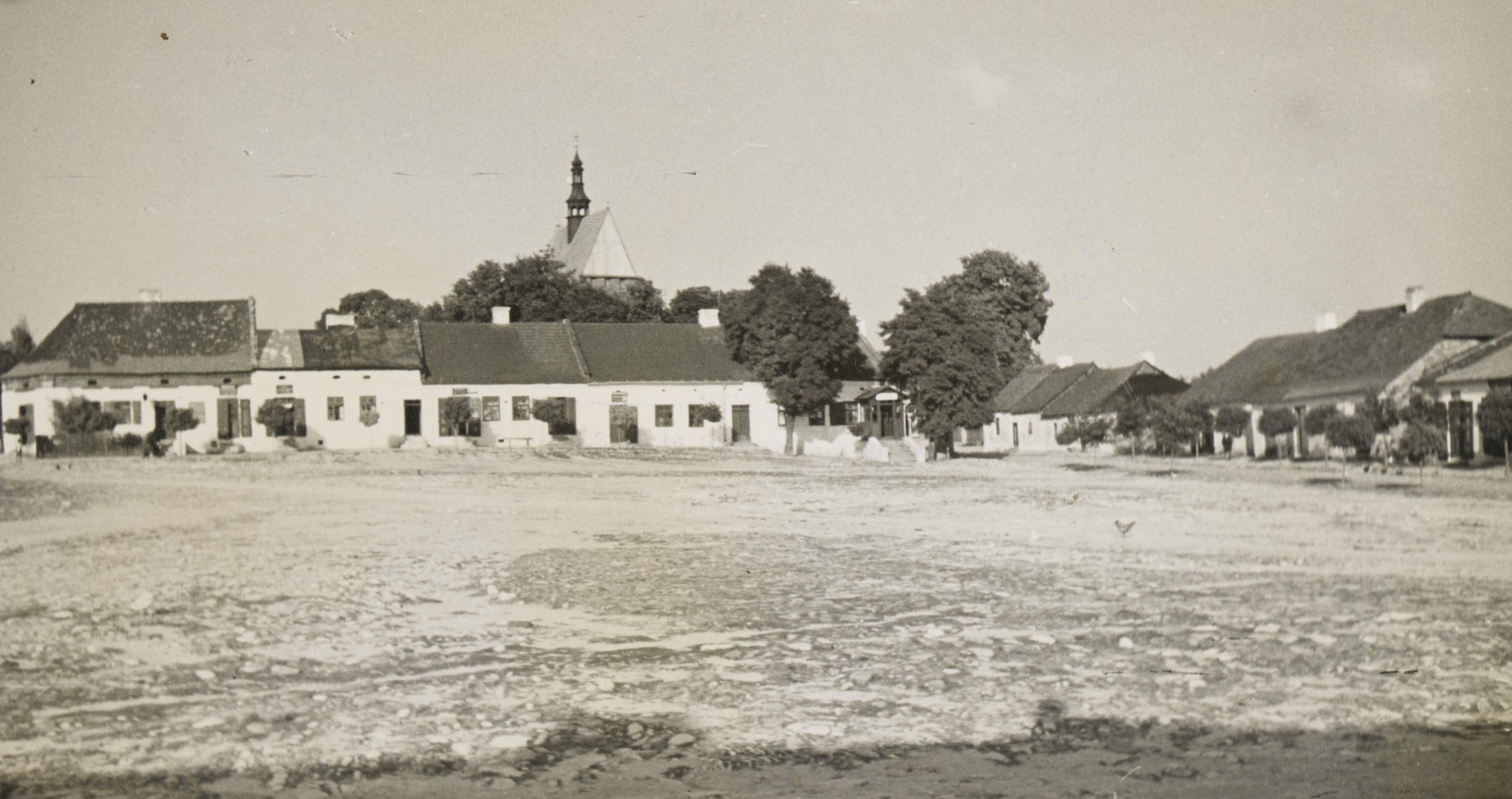
Rynek, przed 1939
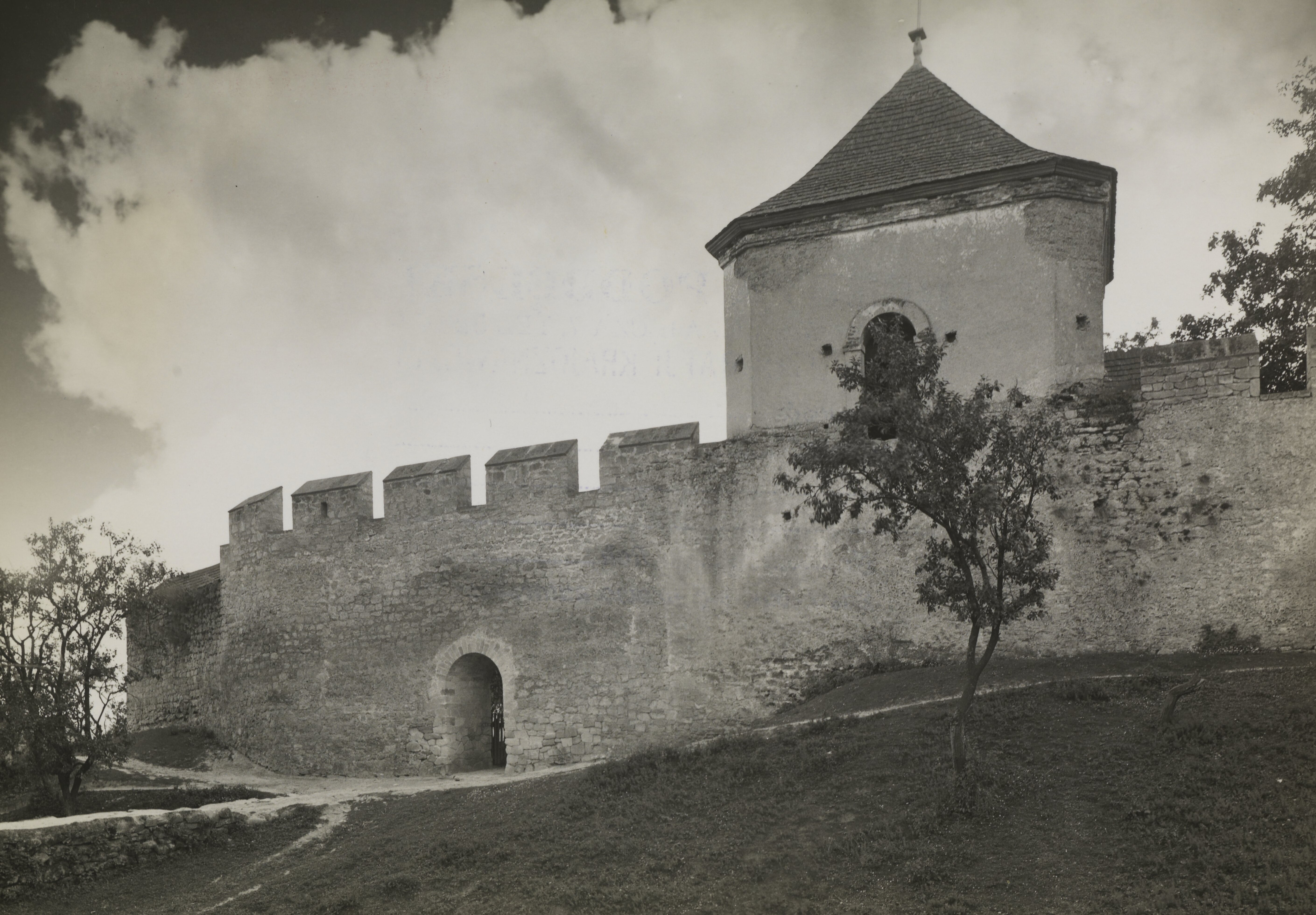
Mury miejskie, około 1936
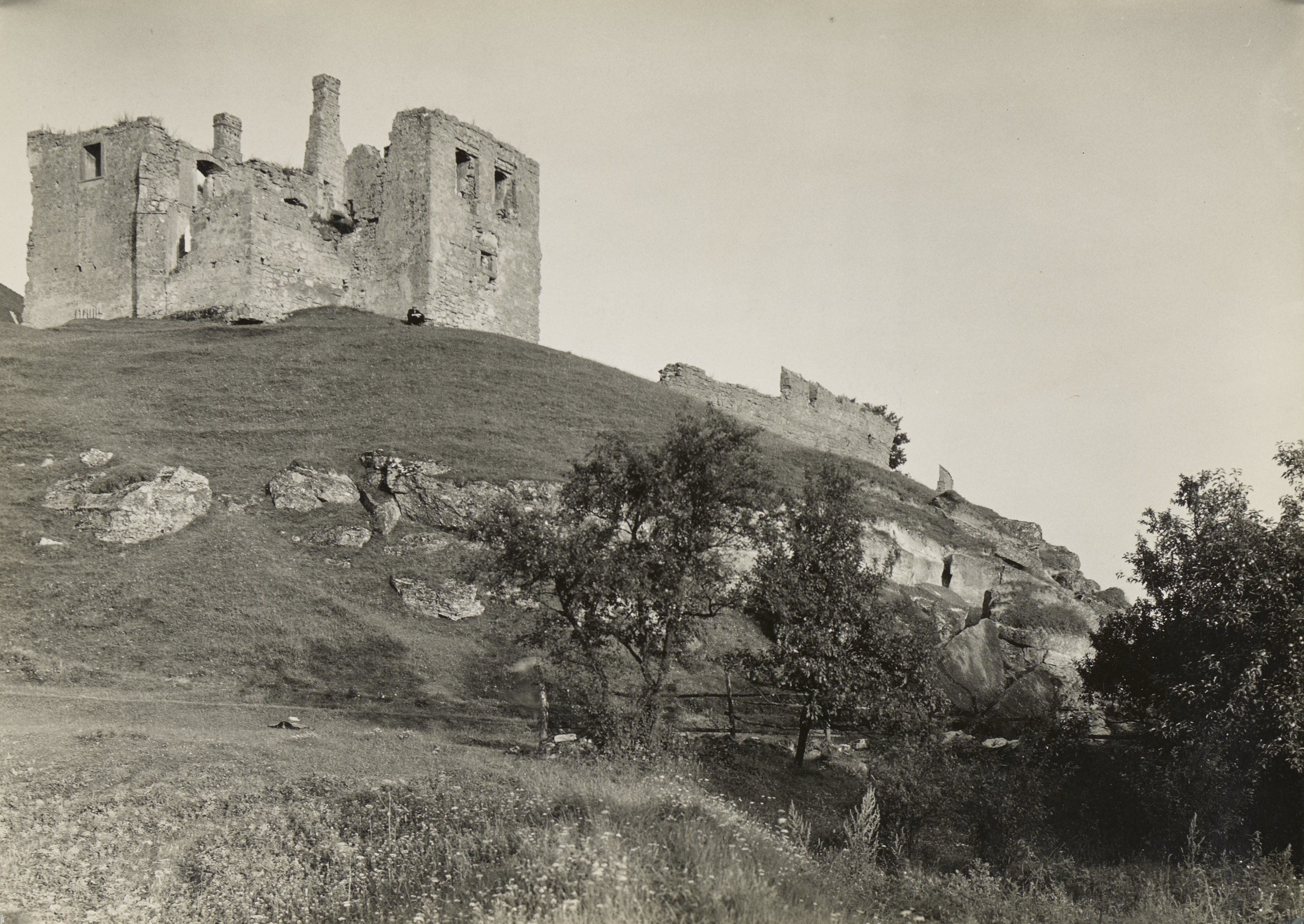
Ruiny zamku, przed 1939
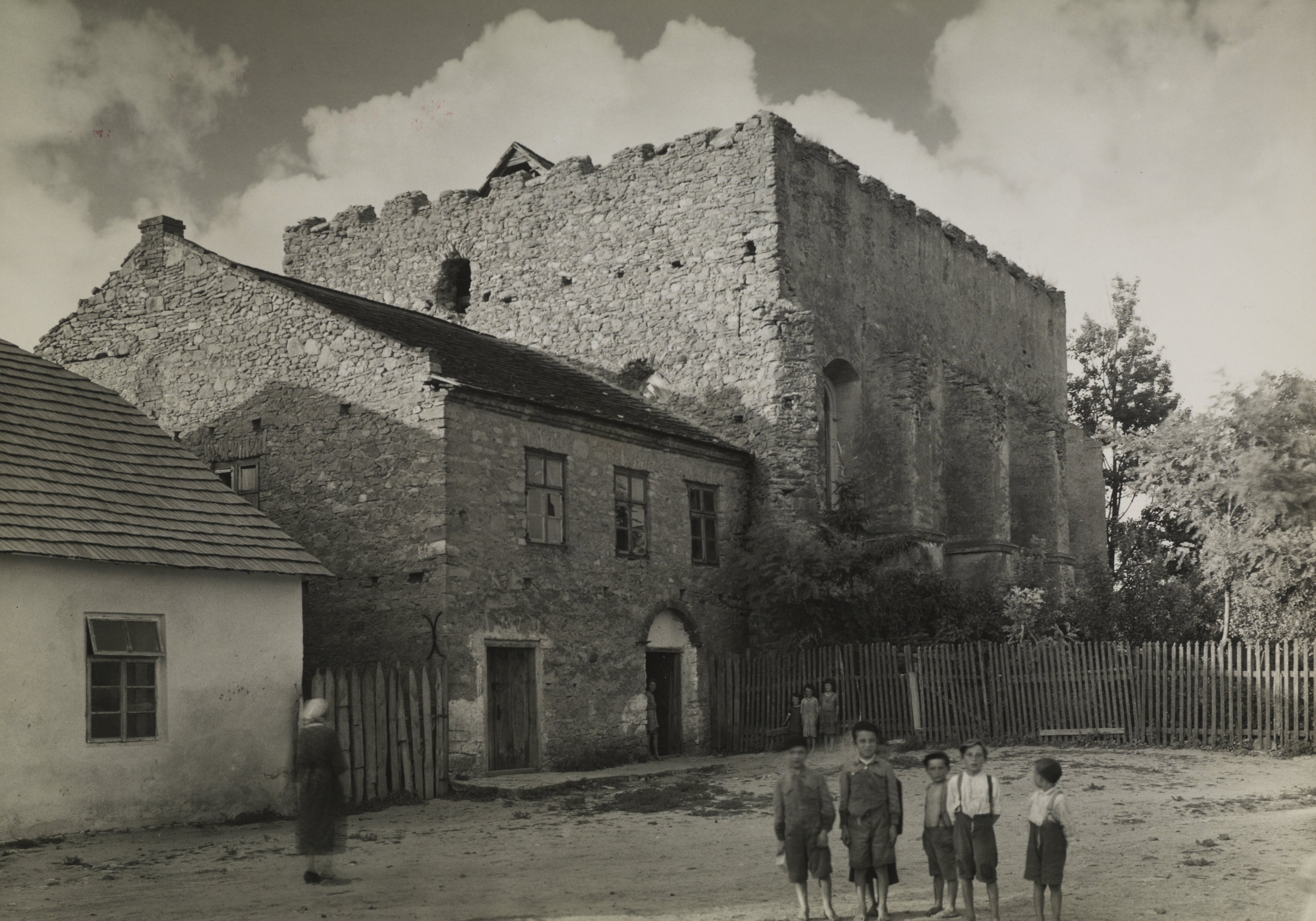
Synagoga, około 1936

## Kalendarium wydarzeń w Szydłowie
- 28 listopada 1408 Władysław Jagiełło nadaje wsiom Małkowice i Czerlany prawo magdeburskie. C. t. 14 s. 255–257.
- 12 czerwca 1533 Zygmunt I Stary uwiadamia, że przeglądnął i uznał za wiarygodne zapisy swoich poprzedników na rzecz przodków Ottona z Chodcza na wsiach Korlyązycze i Jarczin, Podgrodzie, Matheyow i Ruda[17].

## Dawne części Szydłowa – obiekty fizjograficzne
W latach 70. XX w. przyporządkowano i opracowano spis lokalnych części integralnych dla Szydłowa zawarty w tabeli 2.
| Nazwa wsi – miasta | Nazwy części wsi – miasta                                                                  | Nazwy obiektów fizjograficznych – charakter obiektu |
| ------------------ | ------------------------------------------------------------------------------------------ | --- |
| I. Gromada Szydłów |                                                                                            | |
| 1. Szydłów         | 1. Doły Osowskie 2. Miasto 3. Piaski 4. Przedmieście Krakowskie 5. Przedmieście Opatowskie | 1. Dołki – pole 2. Duże Doły – pole 3. Kamionka – pole 4. Ku Brzezinom – pole 5. Ku Korytnicy – pole 6. Ku Kotuszowu – pole 7. Ku Rakowu – pole 8. Ku Staszowu – pole 9. Łyczka – pole 10. Małe Dołki – pole 11. Niwa – pole 12. Ogrody – pole 13. Piaski – pole 14. Pod Wolicą – pole 15. Połaniecka Droga – droga 16. Ściegna – droga 17. Za Dołami – pole 18. Za Solecką Drogą – pole 19. Zamczysko – pole |

## Współczesne części Szydłowa
Poniżej w tabeli 1 integralne części Szydłowa (0275062) z aktualnie przypisanym im numerem SIMC (zgodnym z Systemem Identyfikatorów i Nazw Miejscowości) z katalogu TERYT (Krajowego Rejestru Urzędowego Podziału Terytorialnego Kraju).
| Identyfikator miejscowości | Nazwa miejscowości      | Rodzaj miejscowości |
| -------------------------- | ----------------------- | ------------------- |
| 1019533                    | Doły Osowskie           | część miasta        |
| 1019562                    | Przedmieście Krakowskie | część miasta        |
| 1019579                    | Przedmieście Opatowskie | część miasta        |

## Zabytki

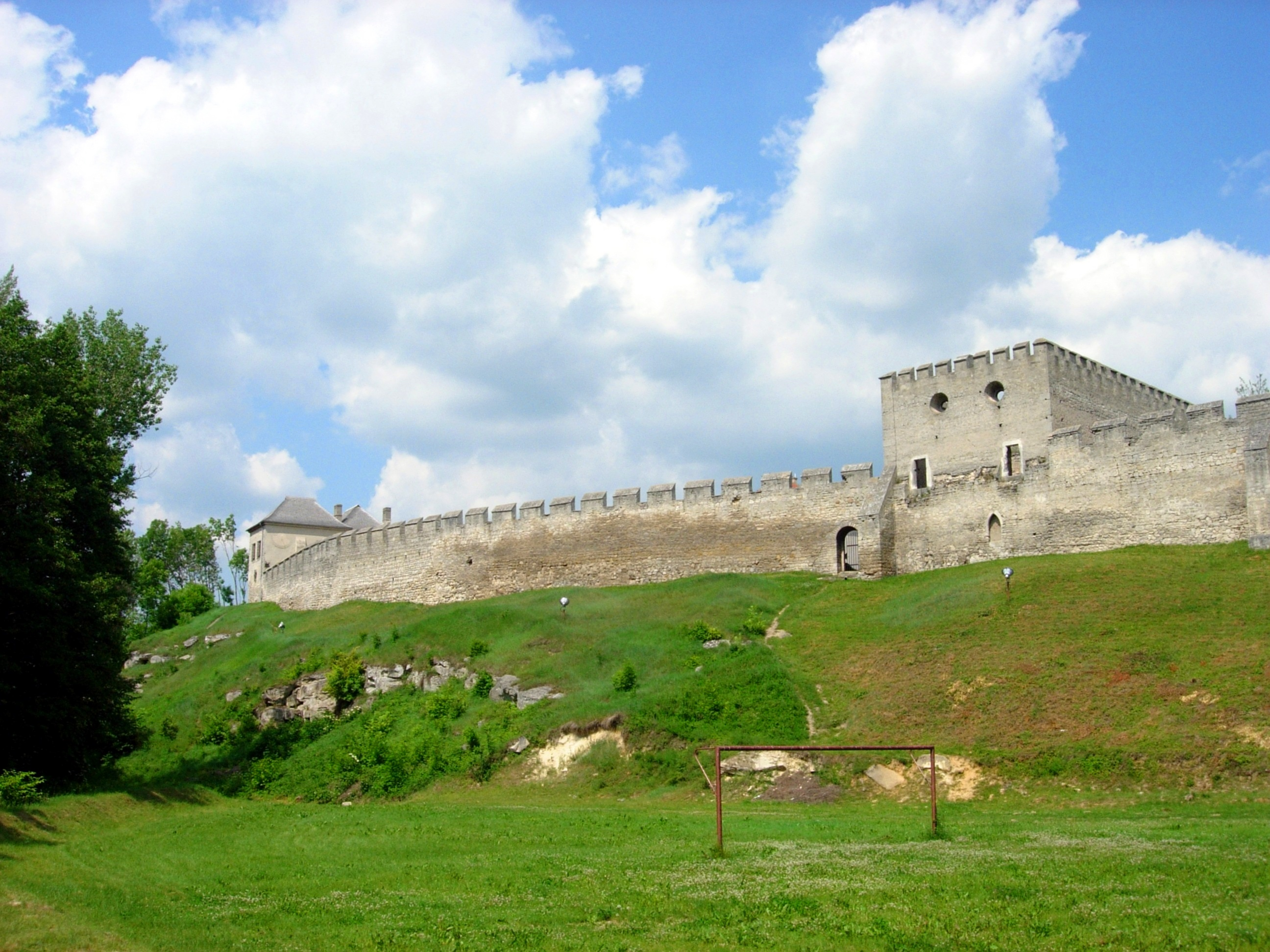
Zamek w Szydłowie

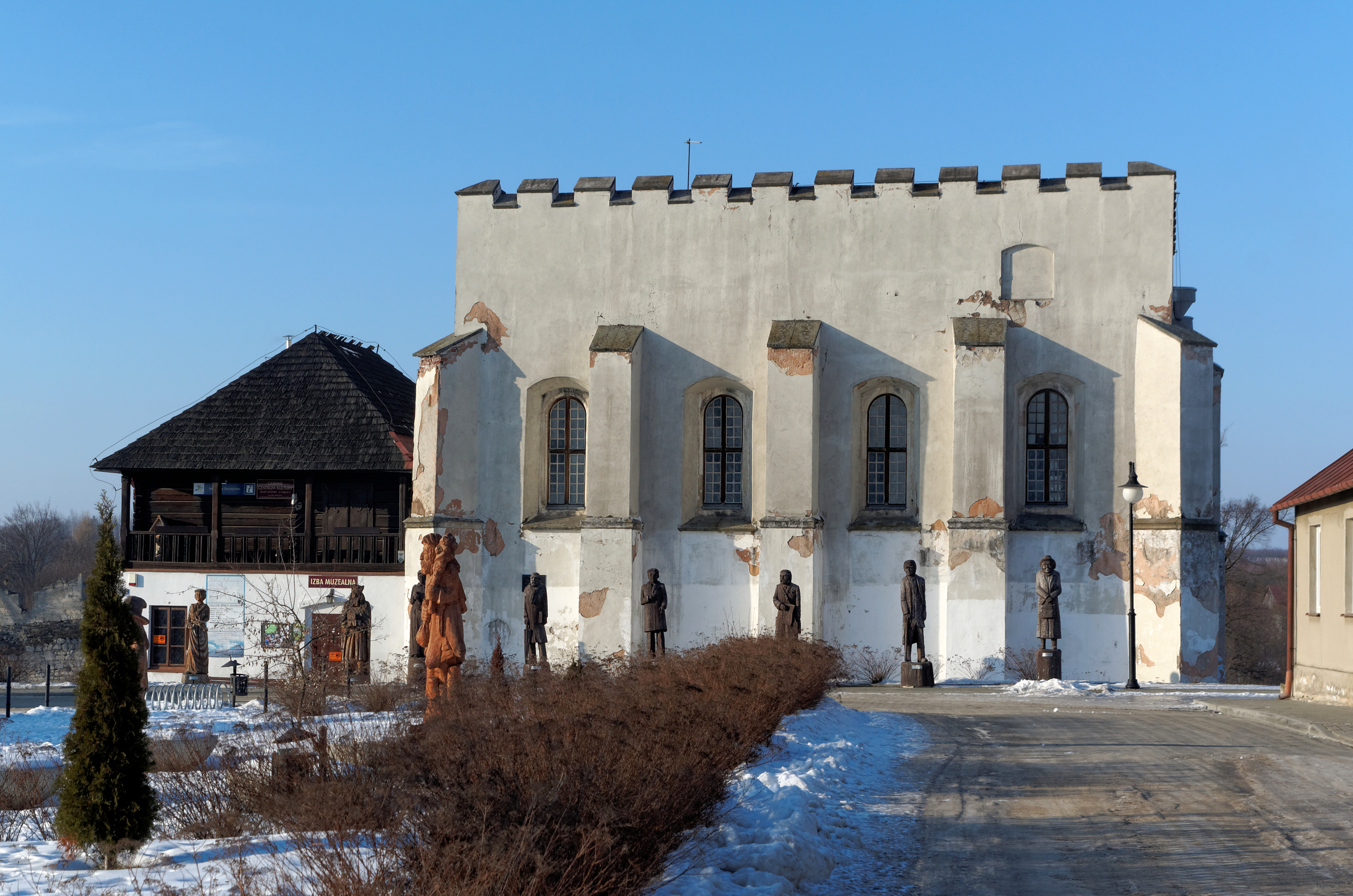
Synagoga w Szydłowie

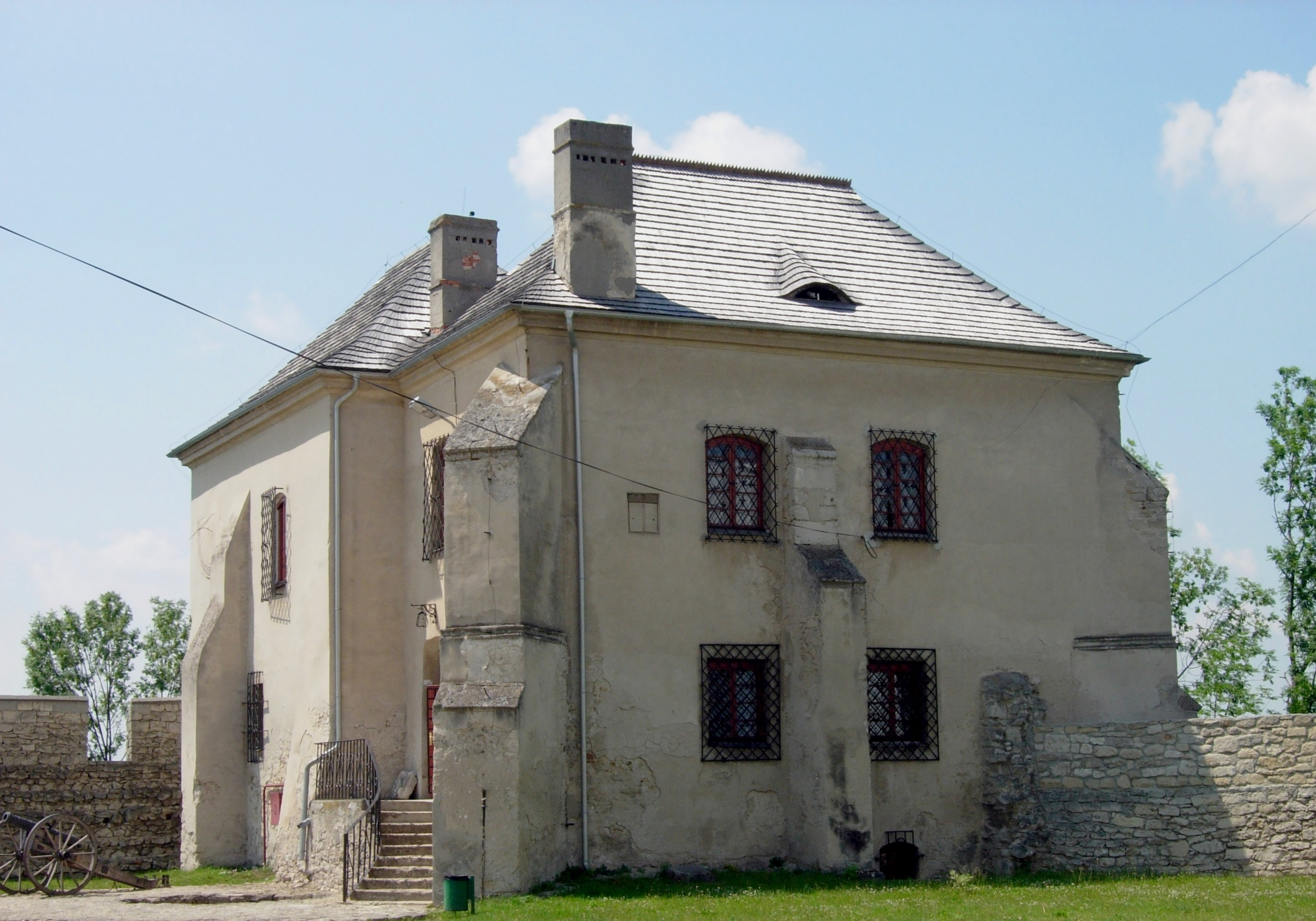
Muzeum regionalne

- średniowieczny zespół miejskiZachowane na długości 700 m mury obronne z blankami i strzelnicami z XIV w.. Z trzech prowadzących do miasta bram zachowała się Brama Krakowska z XIV w., której górne kondygnacje zostały przebudowane w XVI w. w stylu renesansowym.
- farny kościół pw. Świętego Władysława z XIV w.
- gotycki kościół pw. Wszystkich Świętych z przełomu XIV i XV w.
- zamek królewski z XIV wieku, przebudowany w XVI w.Główny budynek zamku usytuowany w jego południowo-zachodniej części jest zrujnowany. Na północ od niego znajduje się tzw. Skarbczyk, wzniesiony w XVI w. w miejscu obronnej baszty. Obecnie mieszczą się tu biblioteka i muzeum regionalne (zbiory archeologiczne, historyczne i etnograficzne). Do wnętrza kompleksu prowadzi brama wjazdowa z początku XVII wieku. Mury obronne z blankami zostały zrekonstruowane w XX w.
- ruiny kościoła i szpitala Świętego Ducha z początku XVI w. na dawnym Przedmieściu Opatowskim.
- późnorenesansowa synagoga z XVI w.Wewnątrz znajduje się zachowany aron ha-kodesz. Obecnie w synagodze mieści się muzeum z eksponatami związanymi z kulturą żydowską. Są to m.in. przedmioty i księgi religijne.

## Konsultacje lokalne w sprawie nadania statusu miasta (2017)
Przeprowadzenie konsultacji w sprawie nadania statusu miasta odbyło się w terminie od 15 maja do 31 lipca 2017 r. 79,36% mieszkańców gminy Szydłów opowiedziało się za przywróceniem praw miejskich Szydłowowi przy frekwencji 54,88% (w tym 81,97% mieszkańców Szydłowa przy frekwencji 61,41%). 23 listopada 2017 postanowiono wystąpić z wnioskiem o nadanie statusu miasta miejscowości Szydłów. Na podstawie pozytywnych konsultacji przeprowadzonych w 2017 roku postanowiono wystąpić w 2018 roku z wnioskiem o nadanie statusu miasta miejscowości Szydłów. 1 stycznia 2019 status miasta został przywrócony.

## Znani ludzie urodzeni w Szydłowie
- Jan Sajkiewicz
- Leon Księski

## Sport
W mieście, od 2003 roku, działa klub piłki nożnej, GKS Szydłów, który wycofał się po zakończeniu rozgrywek 2012/2013 z klasy B.